# Joe Arpaio

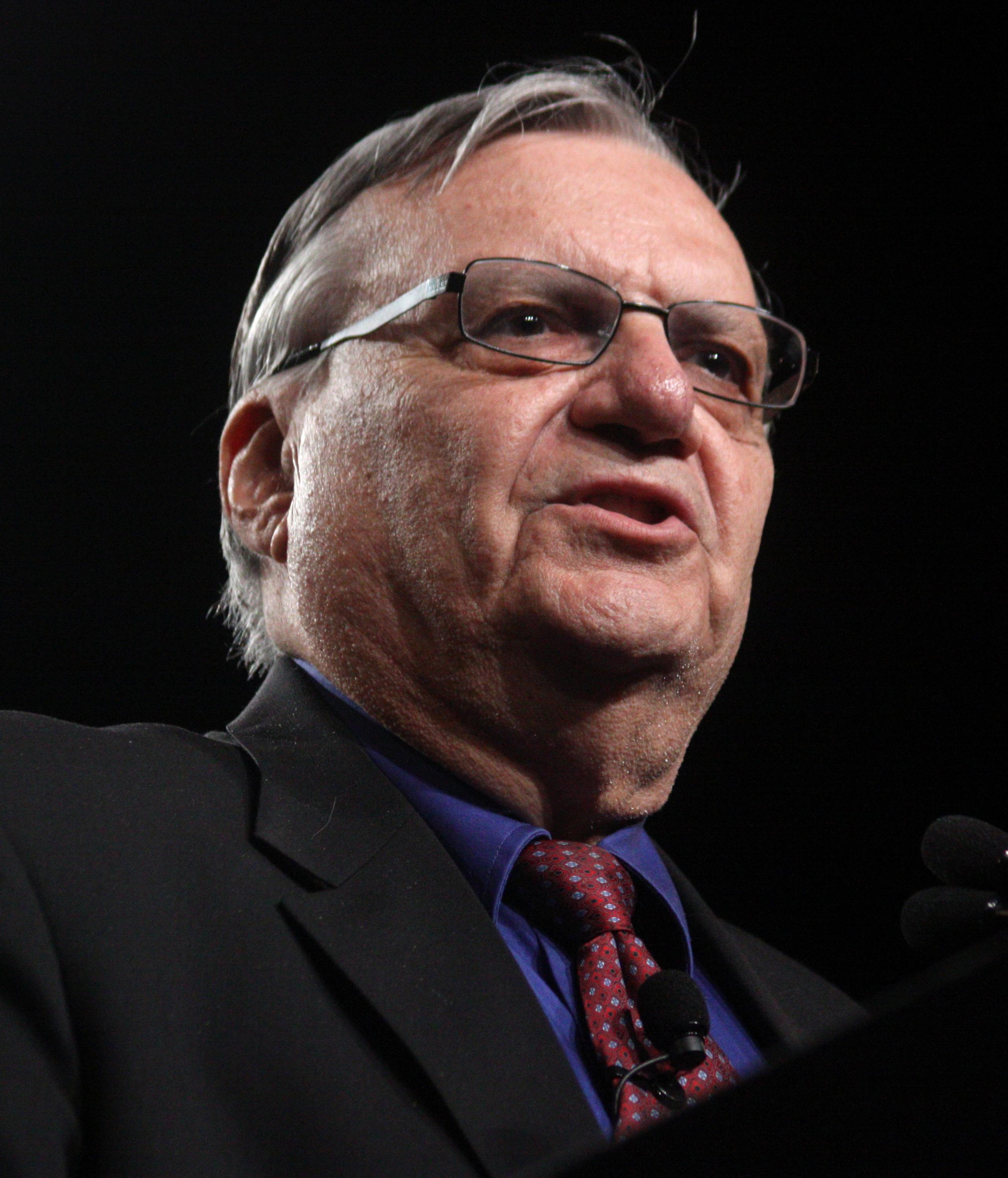
Joe Arpaio dando un discurso en Phoenix, Arizona en el 26 de febrero de 2011.

Joseph Michael Arpaio (14 de junio de 1932, Springfield, Massachusetts, EE. UU.) es un antiguo agente de policía estadounidense. Fue elegido Sheriff del Condado de Maricopa, Arizona desde 1992 hasta 2016. 
Arpaio solía identificarse como "el sheriff más implacable de Estados Unidos", adoptando a partir de 2005 una postura muy pública en contra de la inmigración irregular. En 2010 se le puso de ejemplo por los grupos opuestos a la ley antiinmigración SB1070 en Arizona, derogada por el Tribunal Supremo de los Estados Unidos, de las posibles consecuencias de dicha ley. A Arpaio también se le conoce por contribuir a la investigación del certificado de nacimiento del Presidente Barack Obama, y por su insistencia (aún vigente) en que ese documento fue falsificado.
Arpaio ha recibido múltiples acusaciones por mala conducta en su cometido como Sheriff, entre las que se incluyen abuso de poder, uso inapropiado de fondos públicos, negligencia al investigar crímenes de naturaleza sexual, resolución irregular de casos criminales, imposición ilegal de leyes antiinmigración, y violación de las leyes electorales mediante la intimidación de votantes. Tras múltiples quejas contra él por practicar perfiles raciales, se le asignó un agente federal para supervisar las operaciones de su departamento. El Departamento de Justicia concluyó que Arpaio realizó de forma sistemática actuaciones de perfilado racial, las más numerosas en la historia de los Estados Unidos, y le denunció por prácticas policiales discriminatorias.
A lo largo de su carrera Arpaio ha sido denunciado en múltiples ocasiones por violaciones de las leyes de Derechos Civiles (civil rights). En uno de ellos fue el acusado en un caso de una década de duración en el que una corte federal le prohibió seguir con su práctica de "redadas de inmigración". La misma corte comprobó que, después de que dicha prohibición se efectuase, el departamento de Sheriff que Arpaio dirigía siguió deteniendo personas "sin una causa probable de que un crimen se hubiera producido". En julio de 2017 se le declaró culpable de desobedecer al tribunal, un crimen por el que fue oficialmente indultado por el presidente Donald Trump el 25 de agosto de 2017.
En un caso criminal aparte, concluido en 2013, Arpaio y sus subordinados fueron declarados culpables de específicamente realizar paradas de tráfico y cacheos a hispanos.
A pesar de tener un gran número de vocales que lo apoyan por su implacabilidad con el crimen y los criminales, sus prácticas han sido severamente criticadas por organizaciones tales como Amnistía Internacional.

## Juventud e inicios de su carrera
Arpaio nació en Springfield, Massachusetts, el 14 de junio de 1932. Hijo de inmigrantes originarios de Lacedonia, Italia, su madre murió en el parto, por lo que fue criado solo por su padre. Tras completar su educación secundaria y trabajar en el negocio de su padre hasta los 18 años, se alistó en el Ejército de los Estados Unidos. Sirvió en el ejército desde 1950 a 1954 en el departamento médico y fue destinado a Francia como policía militar a tiempo parcial.
Tras su paso por el ejército, se mudó a Washington D. C. y entró en el cuerpo de policía, mudándose en 1957 a Las Vegas, Nevada. Sirvió como agente de policía en Las Vegas durante unos seis meses, después de los cuales fue asignado como agente especial en la División Federal de Narcóticos, que más tarde pasaría a formar parte de la Administración para el Control de Drogas (DEA). Durante su carrera de 25 años con la DEA, se le estacionó en Argentina, Turquía y México, y fue escalando en rango hasta obtener el cargo de jefe de la sección de Arizona de la DEA.
Tras dejar la DEA, Arpaio se asoció en un negocio de viajes a través de la agencia de viajes de su mujer, Starworld Travel Agency en Scottsdale. En su cargo se dedicó a vender billetes en el cohete spacial Phoenix E, que se suponía iba a despegar de la Base de la Fuerza Aérea Vandenberg durante el 500 aniversario del viaje de Cristóbal Colón al Nuevo Mundo. Aunque en 1988 Arpaio alegó haber vendido billetes para los primeros 19 vuelos, estos nunca se produjeron.
Se casó con Ava Arpaio en 1956. Actualmente, el matrimonio tiene dos hijos y cuatro nietos.

## "El sheriff más implacable y temido de EE.UU."
Arpaio ganó las elecciones para el puesto de sheriff del condado de Maricopa en 1992.  Desde entonces, ha ganado su reelección en 1996, 2000, 2004 y 2008 con un apoyo considerable de los votantes del condado. Un artículo de la revista Harper's, escrito por Barry Graham en abril del 2001, se refiere a él como "un amante esposo, padre orgulloso, idealista, megalómano, mentiroso y matón. Su nariz es púrpura, el cuello es rojo y tiene el encanto de Archie Bunker."
Se le acusa de múltiples y reiteradas violaciones a los derechos humanos. De hecho, ha sido uno de los principales defensores - y promotores- de la dura ley migratoria de Arizona SB1070 y desde 22 de julio de 2011, mantiene en una improvisada prisión montada con carpas en pleno desierto (Tent City), a unos 1400 detenidos. La mayoría de los internos son inmigrantes acusados de cruzar la frontera sin papeles o que, teniéndolos, cometen infracciones como conducir alcoholizados. En los primeros días de julio de 2011, un informe periodístico de Univisión –el conglomerado de medios de habla hispana más grande de EE. UU.– señaló que en la cárcel de Tent City “el termómetro indicó lo que los presos ya podían sentir: un calor extremo de 62 grados...” Una fotografía que completaba la cobertura muestra a Arpaio utilizando un aparato para medir la temperatura en ese infierno.
Insensible a las condiciones de detención, el sheriff declaró: “¿Qué voy a hacer?, ¿sacarlos de prisión porque hace demasiado calor?, hay personas trabajando en este calor, pero nadie siente pena por ellos”.
El policía es la cara más conocida del sistema represivo de Arizona. Acusado en abril pasado por malversación de fondos, Arpaio tuvo en su prisión del desierto a un recluso muy famoso: Mike Tyson. Los detenidos de su feudo carcelario en Tent City, además de otras humillaciones, son obligados a vestir ropa interior rosa para evitar el contrabando de textiles. El sheriff lanzó un nuevo modelo de prendas de ese color con la inscripción en español "¡Vamos José!" Son calzoncillos que creó hace 17 años, se venden por 15 dólares y también se comercializan con el texto en inglés: “Go Joe"
En diciembre de 2011, el Departamento de Justicia denunció al sheriff por violar los Derechos Humanos de los indocumentados.